# Iran - det nye Persien
Iran - det nye Persien er en dansk virksomhedsfilm fra 1941, der er instrueret af Ingolf Boisen, Axel Lerche, Theodor Christensen og Tove Hebo efter manuskript af de tre førstnævnte.

## Handling
Kampsaxselskabets afsluttende bygning og indvielse af den transiranske jernbane - en strækning på 1.400 km mellem det kaspiske hav og den persiske bugt. Strækningen gennem uvejsomt og vanskeligt tilgængeligt terræn indebar opførelsen af 250 broer og 250 tunneler. Arbejdet påbegyndtes i 1933 og afsluttedes 6 år senere. Pris: 550 millioner kroner.